# 科学と学習
科学と学習（かがくとがくしゅう）は、かつて学研教育出版（学研グループ）から刊行されていた小学生向け学習雑誌の総称。一般に「科学と学習」もしくは「学習と科学」と称される。
雑誌の名称としては「科学と学習」というものは存在せず、実際の名称は『○年の科学』と『○年の学習』とし、それぞれ1年 - 6年の各学年向けに発行されていた。また、教材付録がついており、学習・実験などが行える様になっていた。これらは2010年までに休刊したが、『科学』に関してのみ『学研の科学』として2022年7月に12年ぶりに復刊した。
学習の中高生版として中一コース - 高三コース（高三コースはのちに大学受験Vコースに改題）も存在した。
なお、ここでは関連商品だった問題集、『毎日の学習』および『トップラーン』についても述べている。

## 概要

### 学習雑誌 『科学』・『学習』
1946年に学習研究社（翌1947年に株式会社化）から創刊された。
内容は学習指導要領に対応しており、時期に適した学習ができるように編集されている。例えば、1年生では教科書と違った字形を覚えてしまわないよう書体を教科書体に統一されていた。ただし2学期以降はタイトル題字はナール、ゴナ等のフォントである。また、時期に適した文字の大きさにするなどの配慮がなされている。日本PTA全国協議会推薦となっている。
当初、両誌は学校で教師の手により販売配布されていた。しかし、消費者基本法が制定されたのをきっかけに1971年、日本消費者連盟が「学校を商売の場所にするな」という批判を表明。その後、1972年公正取引委員会の勧告により、学研コンパニオンと呼ばれる家庭および学校への訪問を主軸とする販売員制度に移行し、70年代中盤ごろまでは学校で販売員が販売していることも多かった。販売員は通称「学研のおばちゃん」とも呼ばれた。
『科学』は主に理科と算数を中心とした内容。また「想像力・考える力を養う 切る・はる・確かめる」をキャッチフレーズとした「立体編集」と銘打って、ページの一部をハサミで切ったり、折り曲げたり、糊付け等の作業をすることで、読者が体で学べるような工夫が施されている。学校での販売から販売員制度に移行したことが功を奏し、同誌は学研躍進の契機となり、ピークである1979年には月販670万部にも上っていた。これは、第2次ベビーブーマーである団塊ジュニアが小学校に入学し始めた時期に相当する。
『学習』は主に国語・社会を中心とした内容で（一部理科、算数も含む）読み物の割合が『科学』より多い。なお、『学習』に関しては別冊「読み物特集」もかつて存在した。
1980年代には『科学』の連載漫画『チックンタックン』、『学習』の連載漫画『ミラクルジャイアンツ童夢くん』がテレビアニメ化されている。特に1970年代後半から同時期は『科学』の連載漫画は石ノ森章太郎（当時は「石森」名義）とその元弟子の永井豪が手がけたものが多かった。
かつて同社に勤務していた畑正憲の作品掲載が極端に少ない。これは1980年代に小学館の学習雑誌の執筆に関して専属の契約を結んでいたためであり、畑が担当していたムツゴロウシリーズや映画「子猫物語」も、ほとんど掲載されなかった。
1990年代以降は少子化や共働き世帯の増加による在宅率の低下、価値観の変化等の影響で購読する児童が減少。また時代の変遷と共に刊行形態に変更が加えられ、店頭での販売や、『学習』に関しては月刊から学期刊発行への移行（2004年度 - ）がなされた。その一方で2003年には、本誌・教材のテイストを残しつつ大人向けに作られた『大人の科学』が刊行された。
しかし、児童向けは販売部数の減少に歯止めがかからず、「学習」は2009年度冬号、「科学」は2010年3月号を最後に休刊となった。
その後、学研ホールディングス社内では幾度となく復刊の動きが探られたものの実現しなかったが、『科学』に関してのみ2022年7月7日に12年ぶりに復刊した（但し刊行は不定期で小学8年生（小学館）同様全学年対象）。

### 問題集 『毎日の学習』・『トップラーン』
学習雑誌に関連する商品として小学生向けの問題集である月刊『毎日の学習』『毎学テスト』及び月刊『トップラーン』が存在した。
『毎日の学習』は「毎学（まいがく）」という通称で刊行されていた基礎レベルの学年別月刊誌であり、完全教科書準拠だった。国語と算数の2冊が存在していたほか、夏期休暇中や冬期休暇中には社会と理科を扱った別冊が刊行されていた。なお、別冊に関しては教科書に準拠していなかった。毎学にはキャラクター「ちゃっぽくん」が存在し、問題集の中にしばしば登場して学習のサポート役をしていた。毎号の表紙に「がんばれ!ちゃっぽくん」と添えられたイラストが掲載されていた。本名は「ちゃっぽまる」で、時折彼を主人公としたミニ漫画が掲載されていた。
『トップラーン』も毎学と同じく完全教科書準拠の学年別月刊誌だった。レベル的には標準レベルであり、毎月にわたって国語・算数・社会・理科の主要4教科を取り扱い1ページの問題を解き終わる毎にシールを貼って行くことで学習意欲をかきたてた。2017年現在でも、各地の学研代理店に『トップラーン』の名前が残っている。
なお、『毎日の学習』・『トップラーン』ともに、学習雑誌と同じく、学研コンパニオンによって各家庭に訪問販売されていた。

## 教育部分以外の内容
問題集である『毎日の学習』や『トップラーン』を除く雑誌では、子供向けに漫画（一部教育漫画）や小説や読み物のページや読者コーナー等が存在した。読み物のページでは最新の科学技術を紹介したり、学習だとおしゃれ特集やお弁当の作り方なども特集していた。

### 『科学』で連載していた作品

#### 漫画作品
- はじめ人間ゴン（園山俊二）- 『学習』でも連載
- 玄海とイドムンコスキー（内山安二）
- ひげ山さん（内山安二）
- ハゼドン ※1972年 - 1973年の『1・2年のかがく』に連載、『1年の学習』でも連載
- 未来救助隊アスガード7（石ノ森章太郎）
- チクタク大冒険（石ノ森章太郎）- 「チックンタックン」のアニメ放映中は『学習』でも連載
- S・Pハーレー（石ノ森章太郎／土山よしき）※1976年 - 1978年の『5年の科学』
- グーチョキパッコン（石ノ森章太郎）※1980年代後半の『1･2年のかがく』のみ
- 魔術大戦モアイくん（石ノ森章太郎）
- LS愛ちゃん（永井豪とダイナミックプロ）
- ぶんぶくチャガマン（永井豪とダイナミックプロ）
- インセクトマン（鈴木伸一）
- スプーンおばさん（アルフ・プリョイセン／スタジオぴえろ）
- まんがサイエンス（あさりよしとお）※『5・6年の科学』に連載
- 剣豪宮本武蔵（小山田つとむとダイナミックプロ）
- ハートに一本（そうだふみえ）
- 恋はパステルタッチ（そうだふみえ）
- ヨジゲン鉄道FDR（おぎのひとし）
- あそぼん（タナカカツキ）※「1年のかがく」のみ
- あそぶっく（タナカカツキ）※「1年のかがく」のみ
- 学園クライシス1990（おぎしまちあき）
- ザ･ドリフターズ･アドベンチャー（原作:佐保圭 漫画:紀月かずさ 6年の科学 2001年4月号 - 2002年3月号）
- 小学生ドクターΣ(シグマ) (鵺りつき 6年の科学 1998年 - 2003年)
- クロノスの迷宮（カサハラテツロー 3年の科学 2000年4月号 - 2001年3月号）
- みらくるミルダ（カサハラテツロー 4年の科学 2001年4月号 - 2002年3月号）
- ヴァイスの空（原作：あさりよしとお 漫画:カサハラテツロー 4年の科学 2002年4月号 - 2003年3月号、ノーラコミックスデラックスおよびCR COMICS、全1巻）
- どっきり探偵団サツキ組（田川滋）※「5年の科学」のみ
- ねこまんまのポチ（原作:高野富士雄）※「学習」でも連載

### 『学習』で連載していた作品

#### 漫画作品
- たぬきのまめたん（西沢まもる）※1970年代、及び1982年4 - 1983年3月の『1年の学習』のみ
- かばどんとなおみちゃん（山根赤鬼）※1975年4月 - 1985年3月の「3年の学習」に連載、後に「1・2年の学習」でも連載
- デコスケくん（北山竜) ※1973年「4年の学習」、翌年の「5年の学習」に連載。
- チラノどん（山田ゴロ）※1980年代後半の『1年の学習』のみ
- いじ犬ペチッ（石ノ森章太郎）※1982年 - 1984年
- マイコンボーイ純太※『4年の学習』で連載
- マイコンボーイ文太（高峰至）※1980年代後半の『5・6年の学習』に連載
- 一発貫太くん（タツノコプロ）
- とんでも先生（みなもと太郎）
- じたばたばーちゃん（みなもと太郎）
- ビッグ・トンコ（前川かずお）※『4年の学習』に連載
- ゴールハンター竜（河合一慶）※『6年の学習』に連載
- がんばれ!ドッジーズ（かたおか徹治）※『4年の学習』に連載
- 名探偵荒馬宗介（山口太一)
- 新撰組（さとうしんまる）※『6年の学習』に連載
- 子猫物語（寺町サトシ）※『3年の学習』に連載
- ミラクルジャイアンツ童夢くん（石ノ森章太郎）
- ヤマトタケル
- 三つ目がとおる
- エコポリス地球来訪!（つやまあきひこ）※2000年の「5年の学習」6 - 9号に連載
- アクアパニック! 〜海からの来訪者〜（つやまあきひこ）※2000年の「5年の学習」12 - 2号に連載
- 環境少女アース（つやまあきひこ）※2001年の「5年の学習」に連載
- ダメっ子ボブ（タナカカツキ）※2002年の「5・6年の学習」に連載
- ねこまんまのポチ（原作:高野富士雄）※「科学」でも連載

#### 小説作品
- なんだかへんて子（山中恒）
- ずっこけ三銃士（那須正幹、後に『ズッコケ三人組』と改題される）※1976年 - 1977年の「6年の学習」に連載
- ラーメン太閤記（挿絵：望月あきら）
- ボスコアドベンチャー
- アニメ三銃士
- イシスの乙女
- おれは非情勤（東野圭吾）※1997年 - 1999年の「5年の学習」「6年の学習」に連載
- トリシア、ただいま修行中!（南房秀久）※2002年 - 2003年の「6年の学習」に連載
- トリシア、まだまだ修行中!（南房秀久）※2003年 - 2004年の「5年の学習」に連載

### 読者コーナー
一部学年版読者コーナーは、コーナー名やキャラクターが固定されていた。

#### 科学
5年　モモ金クエスト（宮本えつよし）
「モモ太」と「キン太」がヒロインを救う為に魔王を倒しに行くストーリーや作者が考案した迷路やパズル等のミニゲームを軸にした読者コーナー。
投稿が掲載されると「K（キン）」がポイント加算され、3月の最終回でそのポイントに応じた賞品が読者にプレゼントされた。

#### 学習
4年 ピコピコシリーズ（くぼやすひと）
1983年度から1998年度まで16年間連載された漫画ベースの読者投稿コーナー。「愛作」と「みみ美」と「ブルース」の小学4年生トリオを中心に、作者の分身である「くぽりん」や眼鏡で原始人の格好をした「コーゼンちゃん」やナポリやフォークおじさんやキー太郎や東山ピョロ郎やその当時の編集長を捩ったキャラ（半魚くわな・ムーミン岡山・ミスターもろおか等）や当時の担当（タムリン、鳥越記者、アペ記者等）等が登場する。最初の数ページが漫画で残りのページが読者コーナー（上記キャラが投稿を紹介する）の構成となっている。
年度ごとにコーナー名が「ピコピコ○○」の様に、「ピコピコ」を冠した名前で変更される。（「ピコピコシティ」「ピコピコシャワー」「ピコピコエクスプレス」「ピコピコシンドローム」「ピコピコサンバ」等）
みみ美のコーナーを除いて、基本的に下ネタで構成されており、下ネタが前提のコーナーがあったことも多い。（変人・変ペットコーナーやゲーヒン館など。）
2016年10月19日に放送されたマツコ&有吉の怒り新党において、視聴者からの「友達が、『小学4年の学研でブラジャーのカップを縫い合わせポシェットにするという記事を見た』と今でも言います。この記憶を確かめて下さい」との投稿に対する検証VTRにおいて、「4年の学習」1987年11月号の本コーナーが紹介された。
時々、作者名が「くぽやすぴと」になる事がある。
5年 おれんじあらもーど(けらえいこ)
1990年度連載。小学5年生の少女「すだち」と、近所に住む、ドジで気弱な同級生の少年「きんかん」一家の日常を描いた、ホームコメディタッチの作品。
前半部分は漫画で、後半部分はきんかんと、その家族である父「はっさく」、母「だいだい」、姉「バレンシア」、飼い猿「マーマレード」、そして作者のけら自身が各コーナーを担当する、読者投稿欄となっている。
キャラの名前が柑橘系で統一されているというコンセプトは、後のけらの作品「あたしンち」においても用いられている。
6年 もぐもぐシリーズ（ほしきら）
「もぐらのほしきら」を中心に年度ごとに名前が変わる固定キャラクターが登場。
年度ごとにコーナー名が「もぐもぐ○○」の様に「もぐもぐ」を冠した名前で変更され（「もぐもぐカンパニー」「もぐもぐ英雄」等。）、舞台設定も変わる。
「もぐらのほしきら」の好物は「たこ焼き丼」で、恋人は「ほるぞう」と設定されている。

## 歴史
- 1946年 - 1947年『○年の学習』が段階的に創刊（創業者古岡秀人がかつて編集部員として勤めた「小学館の学年別学習雑誌」から倣った）
- 1957年 『○年の科学』の前身である『たのしい科学』を創刊（書店で販売したが、3ヶ月で廃刊。付録はなかった）
- 1960年 『科学の教室』を創刊
- 1962年 途中から付録を付ける
- 1963年 『○年の科学』と改題し、各学年に付録を付ける
- 1971年 日本消費者連盟が「学校を商売の場所にするな」という批判を表明
- 1972年 公正取引委員会の勧告に基づき、学校での販売を中止し、家庭での直販がはじまる
- 1980年 アニメ「ニルスのふしぎな旅」が連載される。これ以降、「三年の学習」誌上において、当時テレビ放映されていた「世界名作劇場」シリーズが、その終了まで連載。
- 1982年 1969年4月から続いてきた表紙のデザインを、4月号から全面的に変更（ - 1984年10月号まで）
- 1984年 2度目の表紙デザイン変更、同時に『5･6年の学習』についても大きさをA5判から、「1 - 4年の学習」と同じB5判に統一（11月号から）
- 2002年 家庭での直販の他に、イトーヨーカドーなどの大手スーパーマーケットでも販売が開始される
- 2004年 『○年の学習』が月刊から学期刊（4月、9月、1月に発行）に変更
- 2007年 『○年の科学』の製版を終了。次年度より月毎に2006年度の再版を繰り返すこととなる。
- 2009年 学研グループの再編に伴い発行元が学研教育出版に移る
- 2010年 『○年の学習』が2009年冬号、『○年の科学』が2010年3月号をもって休刊

## 学習・科学の教材付録
- レコードプレーヤー、カブトエビ飼育セット、磁石、ゲルマニウムラジオ、顕微鏡（以上科学）、年賀状製作キット（版画・ステンシル・スタンプ等）、鉱石セット、地図記号のスタンプ、ローマ字テープライター（ダイモ）、掛け算九九や都道府県庁所在地の暗記用CDまたはカセット（以上学習）といった定番のもの以外にも様々な教材が登場した。特に『科学』の付録は、実際に実験や体験に使えるものが多く、内容も豊富で、多くの購読者の期待に応えた（形状記憶合金や発光ダイオードを使ったものが多い）。
- 本誌同様、時代の変遷に合わせ教材にも各種変更が加えられた。例として『科学』でコイルを使った教材は、読者自身で銅線を巻くようにしていたが、末期では始めから巻いた状態になった。またカブトエビ飼育セットは、学研が製造を委託していた卵の養殖業者が廃業したために1994年をもって終了した。
- 『6年の学習』には別冊付録として「日本の歴史」が登場するのがおなじみだった。その他にも大河ドラマの放送にあわせて主役の伝記漫画も別冊付録として登場した。（「伊達政宗」、「春日局」など）。1986年4号の付録として漢委奴国王印のレプリカが付属した。